# Concejo Regional Neve Midbar
El Concejo Regional de Neve Midbar (en hebreo: מועצה אזורית נווה מדבר) (transliterado: Moatza Azorit Neve Midbar) (en árabe: المجلس الإقليمي واحة) (transliterado: Majlis Iqlimi Neve Midbar) es uno de los dos concejos regionales beduinos formados en el desierto del Néguev. El Concejo Regional de Neve Midbar se encuentra en el desierto del Néguev, en el Distrito Meridional del Estado de Israel y está poblado por los beduinos del Néguev. Hay cuatro comunidades reconocidas en el Concejo Regional de Neve Midbar: Abu Talul, Abu Kuraynat, Ksar Al-Sir, Bir Hadaj. Estas comunidades estaban habitadas por unas 10.000 personas (en el año 2013). Bir Hadaj es la mayor de ellas. Hay un gran número de beduinos que viven en aldeas no reconocidas por el Estado de Israel.